# SPEX eSHOP
SPEX eSHOP，又稱SPEX eSHOP集貨代運網，是台灣的一家國際集貨代運服務商，為華美航運集團關係企業之一。

## 發展
2013年，「SPEX eSHOP美國商品代運回台服務網」正式更名為「SPEX eSHOP美國集貨代運網（页面存档备份，存于）」。
2016年，推出日本集貨代運網（页面存档备份，存于），並將「 SPEX eSHOP美國集貨代運網」正式更名為「SPEX eSHOP集貨代運網」。
2017年，推出台灣集貨代運網（页面存档备份，存于），全台首創集貨出口到全世界的代運服務。